# Carrazedo (Bragança)
Carrazedo é uma povoação portuguesa do Município de Bragança que foi sede da extinta Freguesia de Carrazedo, freguesia que tinha 31,5 km² de área e 114 habitantes (2011), e, por isso, uma densidade populacional de 3,6 hab/km².
A Freguesia de Carrazedo foi extinta em 2013, no âmbito de uma reforma administrativa nacional, tendo sido agregada à Freguesia de Castrelos, para formar uma nova freguesia denominada União das Freguesias de Castrelos e Carrazedo com a sede em Castrelos.

## População
| População da freguesia de Carrazedo | População da freguesia de Carrazedo | População da freguesia de Carrazedo | População da freguesia de Carrazedo | População da freguesia de Carrazedo | População da freguesia de Carrazedo | População da freguesia de Carrazedo | População da freguesia de Carrazedo | População da freguesia de Carrazedo | População da freguesia de Carrazedo | População da freguesia de Carrazedo | População da freguesia de Carrazedo | População da freguesia de Carrazedo | População da freguesia de Carrazedo | População da freguesia de Carrazedo |
| ----------------------------------- | ----------------------------------- | ----------------------------------- | ----------------------------------- | ----------------------------------- | ----------------------------------- | ----------------------------------- | ----------------------------------- | ----------------------------------- | ----------------------------------- | ----------------------------------- | ----------------------------------- | ----------------------------------- | ----------------------------------- | ----------------------------------- |
| 1864                                | 1878                                | 1890                                | 1900                                | 1911                                | 1920                                | 1930                                | 1940                                | 1950                                | 1960                                | 1970                                | 1981                                | 1991                                | 2001                                | 2011                                |
| 470                                 | 490                                 | 480                                 | 479                                 | 551                                 | 517                                 | 490                                 | 533                                 | 595                                 | 540                                 | 388                                 | 286                                 | 204                                 | 146                                 | 114                                 |

## Aldeias
A Freguesia é composta por 2 aldeias:
- Alimonde
- Carrazedo